# Tourouvre au Perche
Tourouvre au Perche – gmina we Francji, w regionie Normandia, w departamencie Orne. W 2013 roku liczba ludności wynosiła 3298 mieszkańców.
Gmina została utworzona 1 stycznia 2016 roku z połączenia 10 ówczesnych gmin: Autheuil, Bivilliers, Bresolettes, Bubertré, Champs, Lignerolles, La Poterie-au-Perche, Prépotin, Randonnai oraz Tourouvre. Siedzibą gminy została miejscowość Tourouvre.